# Центральный район (Прокопьевск)
Центральный райо́н — один из трёх внутригородских районов города Прокопьевска.

## География
Расположен в северо-восточной части города. На севере граничит и сливается с соседним городом Киселёвском.

## Население
| 1959    | 1970    | 1979    | 1989    | 2002    | 2009    | 2010    |
| ------- | ------- | ------- | ------- | ------- | ------- | ------- |
| 93 665  | ↘78 344 | ↗92 226 | ↘83 131 | ↘63 214 | ↘58 523 | ↗59 688 |
| 2012    | 2013    | 2014    | 2015    | 2016    | 2017    | 2018    |
| ↘58 977 | ↘58 585 | ↘58 218 | ↘57 581 | ↘57 013 | ↘56 266 | ↘55 501 |
| 2019    | 2020    | 2021    |         |         |         |         |
| ↘54 733 | ↘54 298 | ↘49 450 |         |         |         |         |

## Микрорайоны
Район включает в себя планировочные районы (бывшие населённые пункты, вошедшие в городскую черту): Красная Горка, Усяты, Ясная Поляна, Северный Маганак, Прижелезнодорожный.
Они характеризуются:
- Красная Горка — сочетает кварталы малоэтажной усадебной застройки, кварталы 2-3 этажной и 4-5 этажной секционной жилой застройки. Выезд на автомагистраль Кемерово-Новокузнецк.Предприятия: Металло-Механический завод, завод ЖБИ, Обогатительная фабрика и шахта "Красногорская" (ныне закрыты),
- Усяты — включает малоэтажную усадебную застройку
- Зиминка — центральная полоса застройки, малоэтажная усадебная застройка.
- Ясная Поляна — восточная полоса застройки сочетает кварталы малоэтажной усадебной застройки, кварталы 2-3 этажной и многоэтажной застройки и объектами культурно-бытового обслуживания. Предприятия:  шарикоподшипниковый завод. Выезд на автомагистраль Кемерово-Новокузнецк.

## История
В 1930-е годы в Прокопьевске действовали два городских района: Центральный и Ворошиловский. В 1945 году в городе были образованы три района, в том числе Центральный.
До 2004 года в состав района входил посёлок Новостройка.